# László Foltán
László Foltán (* 25. Mai 1953 in Budapest) ist ein ehemaliger ungarischer Kanute.

## Erfolge
László Foltán ging bei den Olympischen Spielen 1980 in Moskau mit István Vaskuti im Zweier-Canadier über 500 Meter an den Start. Sie qualifizierten sich als Sieger ihres Vorlaufs direkt für den Endlauf und schlossen auch diesen auf dem ersten Platz ab. Sie erreichten in 1:43,39 Minuten vor Ivan Patzaichin und Petre Capusta aus Rumänien sowie den Bulgaren Borislaw Ananiew und Nikolai Ilkow das Ziel und erhielten als Olympiasieger die Goldmedaille. Mit Vaskúti wurde Foltán auf der 500-Meter-Strecke 1977 in Sofia, 1978 in Belgrad und 1981 in Nottingham Weltmeister. Darüber hinaus belegten sie 1982 in Belgrad über 500 Meter den dritten Platz. Auf nationaler Ebene gewann Foltán in verschiedenen Disziplinen insgesamt elf Landesmeistertitel.
Sein Sohn László Foltán war ebenfalls Kanute und gewann mehrere Medaillen bei Welt- und Europameisterschaften.